# グレイシー・ドジーニー
グレイシー・ドジーニー（英語:Gracie Dzienny、1996年8月26日 - ）は、アメリカ合衆国の女優。

## 略歴
ドジーニーは1996年8月26日オハイオ州トレドで生まれた。
2011年から13年にかけて放送されたニコロデオン のコメディドラマ Supah Ninjas で主要キャストの一人、忍者の少女アマンダ・マッケイを演じる。2012年、同局のコメディ Fred: The Show に出演。2014年からABCファミリーのドラマ Chasing Life でグリーア・ダンビル役を演じる。同年6月、バックストリート・ボーイズのアイ・ウォント・イット・ザット・ウェイの曲に合わせて踊るミュージックビデオを公開。2015年、スリラードラマ『ザ・ブック／ＣＩＡ大統領特別情報官』に出演した。

## 主な出演番組

### テレビ番組
| 年      | 邦題 原題                                        | 役名                                    | 備考                                                   |
| ------- | ------------------------------------------------ | --------------------------------------- | ------------------------------------------------------ |
| 2011-13 | ハイスクール・ニンジャ Supah Ninjas              | アマンダ・マッケイ Amanda McKay         | メインキャスト                                         |
| 2012    | Fred: The Show                                   | ホリー Holly                            | 4エピソード                                            |
| 2012    | Up All Night                                     | カイリー Kylie                          | 第1シーズン第20話 "Baby Fever"                         |
| 2013    | See Dad Run                                      | チェルシー Chelsea                      | 第2シーズン第4話 "See Dad Throw a Birthday Party"      |
| 2014    | Side Effects                                     | レイチェル Rachel                       | 第2シーズン第3話 "Kiss You"                            |
| 2014-15 | Chasing Life                                     | グリーア・ダンビル Greer Danville       |                                                        |
| 2015    | ザ・ブック／CIA大統領特別情報官 State of Affairs | ステイシー・ドーバー Stacy Dover        | 第1シーズン第8話 "Ghosts" 第9話 "Cry Havoc"            |
| 2016-17 | ノンストップ・スリラー「暴走地区-ZOO-」 Zoo      | クレメンタイン・ルイス Clementine Lewis | 第2シーズン第13話「絶望の時代」 第3シーズン レギュラー |